# Gīlāvand
Gīlāvand (persiska: گيلاوند) är en ort i Iran.   Den ligger i provinsen Lorestan, i den västra delen av landet, 400 km sydväst om huvudstaden Teheran. Gīlāvand ligger 1 570 meter över havet och antalet invånare är 305.
Terrängen runt Gīlāvand är varierad. Runt Gīlāvand är det ganska tätbefolkat, med 72 invånare per kvadratkilometer. Närmaste större samhälle är Zāgheh-ye ‘Olyā, 18,2 km nordost om Gīlāvand. Omgivningarna runt Gīlāvand är i huvudsak ett öppet busklandskap.